# Mizuho, Tokyo
Mizuho (japanska: 瑞穂町?, Mizuho-machi) är en landskommun (köping) i västra delen av Tokyo prefektur i Japan. Kommunens järnvägsstation heter Hakonegasaki.